# التمرد في المغرب العربي (2002–حتى الآن)
التمرد في المغرب العربي أو حرب الساحل يشير إلى نشاطات إسلامية متشددة في المغرب العربي والساحل الأفريقي بالإضافة إلى مناطق أخرى من شمال أفريقيا منذ عام 2002. نجح الصراع في إنهاء الحرب الأهلية الجزائرية ولكن قبل ذلك كانت الجماعة السلفية للدعوة والقتال قد تحالفت مع تنظيم القاعدة لتُشكل في نهاية المطاف ما يُعرف اليوم بتنظيم القاعدة في بلاد المغرب الإسلامي. تأثرت الجزائر وغيرها من الدول المغاربية بمثل هذه النشاطات المتشددة وكانت الولايات المتحدة جنبا إلى جنب مع المملكة المتحدة قد عرضت المساعدة على الكثير من الدول من أجل محاربة المسلحين المتطرفين عام 2007.
مكَّن الربيع العربي في عام 2011 المتشددين الإسلاميين من زيادة الضغط على الحكومات المشاركة في الحرب لتحقيق مطالبهم. في عام 2012 قام الكثير من الإسلاميين بحملات مسلحة وتمكنوا في وقت ما من الاسيتلاء على النصف الشمالي لمالي قبل أن يجري «دحرهم» من قِبل القوات الفرنسية التي شنت عملية سرفال وتلتها بعملية برخان. أمّا في ليبيا فقد تمكن تنظيم الدولة الإسلامية (داعش) من السيطرة على بعض الأراضي المحدودة في الحرب الأهلية الدائرة منذ عام 2014 وسط مزاعم تُفيد بأن التنظيم قد تعاون مع الإسلاميين في تحقيق أهدافه وطموحاته.

## الخلفية
في ظل تراجع الجماعة الإسلامية المسلحة؛ باتت الجماعة السلفية للدعوة والقتال أنشط مجموعات المتمردين على الساحة وقد وصل عدد مقاتليها عام 2003 إلى حوالي 300. استمرت الجماعة السلفية في حملاتها من خلال اغتيال أفراد من الدولة وعناصر من الشرطة والجيش في المنطقة كما تمكنت الجماعة من التوسع في الصحراء الكبرى بقيادة عماري صايفي. ستزداد شهرة الجماعة السلفية للدعوة والقتال عام 2003 بعدما قامت باختطاف عدد من السياح الألمان قبل أن تضطر إلى الفرار إلى مناطق ذات كثافة سكانية منخفضة في مالي ثم النيجر وصولا لتشاد بعدما شنت قوات الشرطة عدة حملات عليها.
يعتقد البعض أن الحكومة الجزائرية قد لعبت دورا في نشر التطرف والإرهاب وذلك خدمة لصالحها قبل أن يخرج الأمر عن سيطرتها. في أواخر عام 2003 أصبح مؤسس الجماعة نبيل صحراوي أكثر تطرفا ثم أعلن عن دعمه لتنظيم القاعدة مما دفع بالحكومة الجزائرية إلى تعزيز علاقاتها مع حكومة الولايات المتحدة من أجل مساعدتها على مكافحة التطرف والإرهاب. تفيد عشرات التقارير إلى ان نبيل صحراوي قد قُتل فيما بعد فخلفه أبو مصعب عبد الودود في عام 2004.
أعلنت الجماعة السلفية للدعوة والقتال عن نيتها مهاجمة أهداف أمريكية-فرنسية-جزائرية، مما دفع بوزارة الخارجية الأمريكية إلى تصنيفها كمنظمة إرهابية أجنبية ونفس الأمر فعله معها الاتحاد الأوروبي.

## نظرة عامة

### التمرد في الجزائر
أدى استمرار الصراع مع الجماعة السلفية للدعوة والقتال إلى عدد كبير من الجرحى والقتلى في الجزائر؛ حيث قضى أزيد من 1100 مدني نحبهم في اشتباكات مع المتمردين الاسلاميين في عام 2002 فقط. أما في عام 2003 فقد قُتل ما مجموعه 1,162 خلال اشتباكات في الجزائر ثم قُتل 429 آخرين في عام 2004 و488 في عام 2005 ثم 323 قتيل مدني في عام 2006.
في أوائل عام 2006 دعا رئيس اللجنة الوطنية الجزائرية الشرطة إلى مواصلة مكافحة الإرهاب والقضاء عليه نهائيا في البلاد. بالرغم من كل هذا فقد استمرت الهجمات حتى عام 2007 لكن وثيرتها انخفضت قليلا فركزت الجماعات الجهادية على القيام بتفجيرات انتحارية داخل وخارج الجزائر.

### توسيع نطاق الصراع
من أجل تحسين التوظيف والتمويل بايعت الجماعة السلفية للدعوة والقتال تنظيم القاعدة بحلول 11 أيلول/سبتمبر 2006 وأعلن زعيم تنظيم القاعدة أيمن الظواهري فيما بعد الاتحاد بين المجموعتين. قامت الجماعة السلفية للدعوة والقتال بإعادة تسمية نفسها فاختارت اسم تنظيم القاعدة في بلاد المغرب الإسلامي وذلك بحلول كانون الثاني/يناير 2007 مما يشير إلى اتساع تطلعات المجموعة وأهدافها.
تهدف الجماعة أو التنظيم في الفترة الحالية إلى الإطاحة بكل حكومات شمال أفريقيا التي تعتبرها مرتدة بما في ذلك حكومات كل من الجزائر، ليبيا، مالي، موريتانيا، المغرب وتونس. قامت الجماعة بالكثير من العمليات من أجل تخويف جيوش تلك الدول والضغط عليها ثم دفعها نحو الاستسلام؛ ليس هذا فقط بل بدأت بتقسيم المناطق والقرى على شكل إمارات حيث اعتبرت شمال الجزائر وتونس إمارة واحدة وهي «الإمارة المركزية» في حين سمت المنطقة المشتركة ما بين شمال مالي والنيجر وموريتانيا وليبيا «بإمارة الصحراء» وسلمت قيادتها -نظريا فقط- للقائد جمال عكاشة.
أصبحت القيادة الاستراتيجية للجماعة تابعة لتنظيم القاعدة واتخدت من المنطقة الجبلية في منطقة القبائل شرق العاصمة الجزائرية مقرا لها وذلك برئاسة 14 عضو قيادي من مجلس الشورى. في تلك الفترة شنت القوات الجزائرية حملة لمكافحة الإرهاب ونجحت فيها إلى حد كبير بل استطاعت دفع التنظيم إلى الفرار خارج البلاد وتأسيس قواعد جديدة في بلدان الساحل مثل النيجر وموريتانيا وتشاد ومالي. بالرغم من ذلك فقد تواصلت بعض الهجمات بين الفينة والأخرى ضد الحكومة وضد المنشآت العسكرية. في عام 2007 أطلقت الولايات المتحدة والمملكة المتحدة عملية حملت اسم «الحرية الدائمة» عبر الصحراء وذلك بهدف دعم الحكومات العربية والأفريقية في المنطقة.

#### موريتانيا
امتد الصراع بين الجزائر والمنظمات الإسلامية المتشددة التابعة لتنظيم القاعدة إلى موريتانيا وذلك بعد تنفيذ تنظيم القاعدة في بلاد المغرب الإسلامي هجمات عدة على قواعد للجيش الموريتاني مثل الهجوم الكبير في حزيران/يونيو 2005 والذي تسبب في مقتل سبعة عشر جنديا وجرح سبعة عشر آخرين. خلال تلك الفترة؛ توترت موريتانيا مما ساعد محمد ولد عبد العزيز على القيام بانقلاب في تشرين الأول/أكتوبر 2005 فجعل حكمه قائما بالأساس على شن حملات ضد الجهاديين.
تواصلت هجمات الجيش الموريتاني على الإسلاميين وبخاصة في عام 2011 وكان الإسلاميون المتشددون قاب قوسين أو أدنى من السقوط لكن تنظيم القاعدة في بلاد المغرب الإسلامي ظلَ نشطاً في الحدود الشرقية مع مالي. بالرغم من كل ذلك فقد افتقر التنظيم إلى الموارد العسكرية واضطر في الكثير من الأحيان إلى الانسحاب من العديد من المناطق.

#### تونس
اشتبكت قوات الأمن التونسية مع تنظيم القاعدة في بلاد المغرب الإسلامي في كانون الأول/ديسمبر 2006 ثم اشتبكا مرة أخرى في كانون الثاني/يناير 2007 وذلك بعدما قام التنظيم «الإرهابي» بإنشاء معسكرات له في مناطق جبلية قرب العاصمة تونس وبدأ يُدرب فيها «المتطوعين». بشكل عام؛ كانت الاشتباكات محدودة لكنها وبالرغم من ذلك فقد أسفرت عن مقتل أكثر من عشرة أشخاص. وفقا للجريدة الفرنسية اليومية لو باريزيان فإن 60 شخصا على الأقل قد قتلوا خلال تلك الاشتباكات. عادت «الجماعة الإرهابية» لاستهداف الدولة التونسية بعدما قامت بتفجير كنيس في جربة عام 2002.
ابتداء من عام 2012، بدأ تنظيم القاعدة في بلاد المغرب الإسلامي جنبا إلى جنب مع أنصار الشريعة وكتيبة عقبة بن نافع في النشاط في المرتفعات الغربية للبلاد كجبل الشعانبي بولاية القصرين ووجبال محاذية تقع بالقرب من الحدود الجزائرية، بل قاموا باستهداف الجيش التونسي في أحداث جبل الشعانبي. في عام 2014 هاجم ما يعرف بكتيبة عقبة بن نافع معسكرين للجيش التونسي مما نجم عنه مقتل 14 جنديا تونسياً وإصابة خمسة وعشرين آخرين ليكون بذلك هذا الهجوم أعنف المناوشات العسكرية في تونس منذ استقلالها في 1956. منذ عام 2015، أصبحت تونس مستهدفة من قِبل تنظيم الدولة الإسلامية (داعش) أيضا، ففي آذار/مارس من عام 2016 تمكن الجيش التونسي من قتل أكثر من 50 من مسلحي داعش خلال محاولتهم الاستيلاء على بنقردان بالقرب من الحدود الليبية.

#### الحرب الأهلية الليبية
منذ الحرب الأهلية الليبية في عام 2011؛ انتشرت عدد من الجماعات الإسلامية المتشددة خاصة في جنوب غربي ليبيا بل إن هناك بعضا من الجماعات التي أرسلت بعض الخلايا لتنفيذ هجمات بُغية فرض السيطرة وفرض الأمر الواقع.
في 11 سبتمبر 2012 تبنى أعضاء من أنصار الشريعة وتنظيم القاعدة في بلاد المغرب الإسلامي مسؤوليتهم عن الهجوم على القنصلية الأمريكية في بنغازي كما شارك مسلحي أنصار الشريعة في وقت لاحق في الاشتباكات في بنغازي عام 2013. اختلطت التنظيمات المتشددة في ليبيا؛ فهناك من فضلت الولاء  لتنظيم الدولة الإسلامية (داعش) في حين هناك من اختارت محاربته. بعد تجدد الحرب الأهلية عام 2014؛ كانت معظم التنظيمات قد انتهت ولم يعد بارزا على الساحة سوى داعش.

#### الصراع في شمال مالي

المنطقة التي سيطر عليها المتمردون حتى كانون الثاني/يناير 2013 قبل أن يتم استعادتها بعد تدخل القوات الفرنسية.

في عام 2012 تمكن تنظيم القاعدة في بلاد المغرب الإسلامي وحلفائه من الجماعات الإسلامية مثل أنصار الدين وحركة التوحيد والجهاد في غرب أفريقيا من القبض على النصف الشمالي من مالي بعد اجتياح كبير خلال ثورة الطوارق 2012. في نفس السنة أُُطيح بالرئيس أمادو توماني توري في انقلاب عسكري وذلك بسبب سوء تعامله مع الصراع في الشمال. حاولت جماعة أنصار الدين استغلال توتر الأوضاع والزحف نحو جنوب البلاد مما دفع بالسلطات في مالي إلى طلب مساعدة من فرنسا التي تدخلت عسكريا في البلاد بحلول شهر كانون الثاني/يناير 2013 فنجحت في القضاء على الثوار. أعقب التدخل العسكري تواجد مستمر للقوات الفرنسية التي قُدر عددها -حينها- بـ 4000 جندي على مستوى دول الساحل. بالرغم من كل هذا فقد ظلت جيوب صغيرة من المسلحين الإسلاميين تنشط في شمال مالي،  وظلت تقوم ببعض الهجمات بين الفينة والأخرى مما دفع بالأمم المتحدة إلى إرسال بعثة متكاملة متعددة الأبعاد لتحقيق الاستقرار.

#### تمرد بوكو حرام
لطالم تعاون مسلحو تنظيم القاعدة في بلاد المغرب الإسلامي مع أعضاء من جماعة بوكو حرام وبخاصة عام 2006 عندما التقى الاثنان في بعض دول الساحل. في حقيقة الأمر زادت شعبية بوكو حرام مقارنة بفرع تنظيم القاعدة خاصة أنه توسع بمفرده في كل من تشاد والنيجر عام 2014 بعد نجاحه في الاستيلاء على الأراضي خلال التمرد في نيجيريا. سيطر في وقت لاحق على مساحة كبيرة من وحول بحيرة تشاد؛ مما دفع الدول الغربية إلى تشكيل تحالف من بلدان أفريقيا فشنوا هجوما ضد التنظيم في كانون الثاني/يناير 2015. انسحبت المجموعة في نهاية المطاف من مُعظم الأراضي التي سيطرت عليها ثم عادت لساحة القتال مجددا بعدما أعلنت مبايعة داعش في آذار/مارس 2015. بحلول نهاية عام 2015 انسحبت بوكو حرام بشكل كبير من نيجيريا وتراجعت إلى غابة سامبيسا لكن حضورها ظل موجودا ووازنا في النيجر.